# Park Ridge (Wisconsin)
Park Ridge – wieś w Stanach Zjednoczonych, w stanie Wisconsin, w hrabstwie Portage.